# Miłość w Niemczech
Miłość w Niemczech (niem. Eine Liebe in Deutschland) – niemiecko-francuski dramat wojenny z 1983 roku w reżyserii Andrzeja Wajdy. Adaptacja powieści Rolfa Hochhutha. Zdjęcia do filmu powstały w Badenii-Wirtembergii (Efringen-Kirchen, Eimeldingen i Lörrach) oraz w Berlinie Zachodnim.

## Obsada
- Hanna Schygulla – Paulina Kropp
- Piotr Łysak – Stanisław Zasada
- Armin Mueller-Stahl – SS-Untersturmführer Mayer
- Ralf Wolter(inne języki) – Schulze
- Daniel Olbrychski – Wiktorczyk
- Bernhard Wicki – dr Borg
- Gérard Desarthe(inne języki) – Karl Wyler
- Marie-Christine Barrault – Maria Wyler
- Otto Sander – Narrator

i inni